# Медицинская школа имени Фрэнка Неттера Квиннипэкского университета
Медицинская школа имени Фрэнка Неттера Квиннипэкского университета (англ. Frank H. Netter M.D. School of Medicine at Quinnipiac University) — структурное подразделение Квиннипэкского университета, расположенное в Норт-Хейвене (штат Коннектикут, США). Основана в 2010 году (первый выпуск состоялся в 2013 году).

## История
Медицинская школа при Квиннипэкском университете была основана в 2010 году на пожертвования в 100 млн долларов от семьи Фрэнка Неттера (1906—1991), американского хирурга и выдающегося медицинского художника-иллюстратора. К 2012 году школа получила полную аккредитацию и в 2013 году состоялся первый набор студентов (из 1934 абитуриентов было отобрано 60 человек). В течение следующих 4 лет школа планирует расширить набор до 125 человек в год. Медицинский факультет получил полную аккредитацию от LCME в феврале 2017 года.
Медицинская школа имени Фрэнка Неттера Квиннипэкского университета — одна из примерно дюжины новых медицинских школ, созданных в ожидании увеличения спроса на медицинских работников после реформы здравоохранения и защиты пациентов в США. Студентам предлагается участвовать в исследованиях, которые помогут им в процессе подачи заявок на более конкурентоспособные специальности. С годами растет репутация выпускников Frank Netter, поэтому для будущих студентов будет открываться все больше возможностей и карьерных направлений. Для абитуриентов среднее значение MCAT — 512 баллов, средний балл составил 3.6, а средний возраст составлял 25 лет. Предполагаемый годовой бюджет на одного студента составляет 73 141 долларов, что сопоставимо с другими медицинскими школами.

## Учебный план
Студенты третьего и четвёртого курсов поочередно проходят стажировку на различных факультетах Квиннипэкского университета. 1 марта 2013 года университет завершил строительство собственного медицинского учреждения площадью 13 470 квадратных метра. Здание Медицинской школы расположено рядом со зданиями Школ медицинских наук и сестринского дела, и ожидается, что учащиеся всех трех школ будут часто взаимодействовать друг с другом на занятиях и в Центре межпрофессионального медицинского образования.
На протяжении всего обучения в медицинском колледже каждый студент выполняет основной проект в одной из следующих областей:
1. Глобальное здравоохранение
2. Пропаганда здорового образа жизни
3. Институт лидерства и управления здравоохранением
4. Коммуникационные исследования в сфере здоровья
5. Медицинское образование
6. Трансляционные, клинические и фундаментальные научные исследования
7. Медицинские гуманитарные науки
8. Междисциплинарная медицина
9. Самостоятельные исследования